# Неотектоносфера
Неотектоносфера (рос. неотектоносфера, англ. neotectonic sphere, нім. Neotektonosphäre f) ― зовнішня геосфера Землі, утворена найновішими тектонічними структурами різного типу й масштабу. Охоплює всю земну кору і мантію Землі до глибини 700-900 км.